# پیتا (مالت)
پیتا (به لاتین: Pietà) یک منطقهٔ مسکونی در مالت است که در منطقه مرکزی مالت واقع شده‌است. پیتا ۰٫۵ کیلومتر مربع مساحت و ۴٬۸۹۲ نفر جمعیت دارد.